# Heimat
Der Begriff Heimat verweist zumeist auf eine Beziehung zwischen Mensch und Raum (Territorium). Im allgemeinen Sprachgebrauch wird er auf den Ort angewendet, in den ein Mensch hineingeboren wird und in dem die frühesten Sozialisationserlebnisse stattfinden, die zunächst Identität, Charakter, Mentalität, Einstellungen und Weltauffassungen prägen. Er steht auch in einer speziellen Beziehung zum Begriff der „Siedlung“; dieser bezieht sich, im Gegensatz zum Wohnplatz, in der Regel auf eine sesshafte Lebensform, d. h. auf ein dauerhaftes bzw. langfristiges Sich-Niederlassen und Wohnen an einem Ort bzw. in einer Region. Der Begriff findet aber auch in einem übertragenen, metaphorischen Sinne, etwa in der Bedeutung „geistige Heimat“, Verwendung. Der Heimatbegriff befindet sich in ständiger Diskussion.

## Definitionen

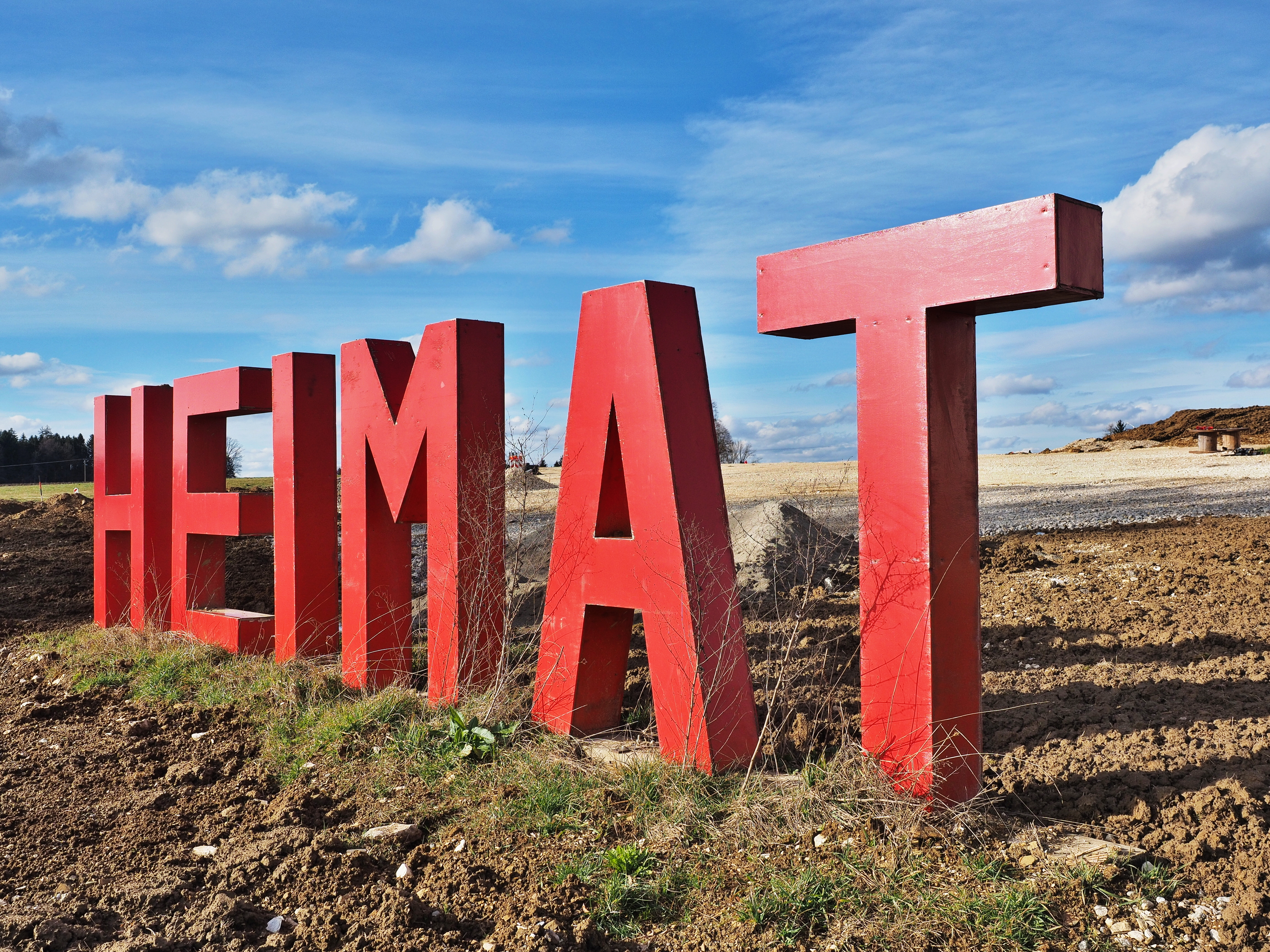
Das Wort Heimat in 2 m hohen Buchstaben am Rand eines Neubaugebietes in Wetzgau

Eine einheitliche Definition existiert nicht. So ist für Hermann Bausinger Heimat eine räumlich-soziale Einheit mittlerer Reichweite, in welcher der Mensch Sicherheit und Verlässlichkeit seines Daseins erfahren kann, sowie ein Ort tieferen Vertrauens: „Heimat als Nahwelt, die verständlich und durchschaubar ist, als Rahmen, in dem sich Verhaltenserwartungen stabilisieren, in dem sinnvolles, abschätzbares Handeln möglich ist – Heimat also als Gegensatz zu Fremdheit und Entfremdung, als Bereich der Aneignung, der aktiven Durchdringung, der Verlässlichkeit“. Bei Greverus (1979) nahm der Identitätsbegriff eine besondere Stellung ein. Heimat sei „heile Welt“ und nur in der Dreiheit von Gemeinschaft, Raum und Tradition zu finden; denn nur hier werden die menschlichen Bedürfnisse nach Identität, Sicherheit und aktiver Lebensgestaltung in einem kulturell gegliederten Territorium befriedigt. Auf jeden Fall stellt Heimat, oder besser: die Auseinandersetzung mit Heimat, eines neben anderen Identifikationsfeldern dar, die Ich-Identität bilden.
In ethologischer und anthropologer Hinsicht reflektiert Heimat das Bedürfnis nach Raumorientierung sowie dem ersten „Territorium“, das für die eigene Existenz Identität, Stimulierung und Sicherheit bieten könne (Paul Leyhausen). In existenzphilosophischer Hinsicht stelle Heimat in Wechselbeziehung zum Begriff der Fremde eine räumliche und zeitbezogene Orientierung zur Selbstgewinnung des Menschen bereit (Otto Friedrich Bollnow). In soziologischer Hinsicht zählt Heimat in Komplementarität zur Fremde zu den Konstitutionsbedingungen von Gruppenidentität (Georg Simmel). In den beiden letzten Betrachtungsweisen würde dem Begriff Heimat neben der inneren auch eine eigene historische Dimension zuerkannt.
Heimat könne „neu gewonnen […] werden“, da der Heimatbegriff die Möglichkeit auf Beheimatung einschließe – also auf Aneignung einer vertrauten Lebenswelt und Ausbildung sozialer Zugehörigkeiten. Die Heimatfindung könne demnach gleichsam in beweglichen Modellen von Raumdefinitionen und persönlichen Zuordnungen erfolgen. Die Heimat als sozialer Raum eröffne sich somehr in lebens- und alltagsweltlichen Interaktionen im Rahmen von Bekanntschaften, Freundschaften und Nachbarschaften und erschließe sich in der Auseinandersetzung mit der lebensweltlich-kulturellen Umwelt – mit dem Ziel, individuelle Handlungsgewissheiten zu erlangen. So verstanden, wäre Heimat Lebensmöglichkeit und nicht Herkunftsnachweis. Heimat würde „nicht länger als Kulisse verstanden, sondern als Lebenszusammenhang, als Element aktiver Auseinandersetzung“. Heimat sei somit der Lebensort, an dem man zu Hause sei und sich zu Hause fühle, „wo ich im vollen Sinne lebe als einer, der eingewöhnt ist und nicht nur eingeboren“, und den man sich in einem schöpferischen Prozess aktiv aneignen kann. Dabei hat Heimat immer einen räumlichen Kristallisationskern. Zugrunde läge demnach ein dynamisches Konzept, dass der Mensch als Kulturwesen von Natur aus eines sozialen Raumes bedarf, der Heimat – weshalb er sie in seinem Bewusstsein und durch sein Verhalten immer wieder neu schafft.

## Neurobiologie
Heimat ist im Gehirn jedes Menschen präsent. Heimat besteht aus einer Unmenge von Engrammen. Je länger er an einem Ort verweilt, desto stärker sind die Engramme synaptisch bei ihm verfestigt, sofern sie emotional positiv korrelieren. Heimatgefühle manifestieren sich durch wiederholte Prägung.
Diesen Gedankengang hat bereits der römische Philosoph Cicero entwickelt.
Wenn emotional bejaht, können mehrere Orte für ein bestimmtes Individuum Heimat werden. Auf ähnliche Weise entstehen nicht-ortgebundene Heimatgefühle (wie das Sich-Heimisch-Fühlen in einer Sprache).
Umgekehrt ergibt sich aus einer Auflösung neuronaler Strukturen im Zuge einer Demenzerkrankung oft ein Gefühl der Heimatlosigkeit, und zwar auch dann, wenn sich in der Umgebung des Erkrankten objektiv nichts Wesentliches verändert hat: Wenn sich Engramme auflösen, verschwindet das Heimatgefühl.

## Wortgeschichte
Der Begriff Heimat war ursprünglich ein Neutrum: „hämatli“ – „das Heimat“ (ahd. heim-Uodil, gotisch haim-oþli). Es stammt über germanisch haima, haimi von indogermanisch kei „liegen“ (englisch home; verwandt mit griechisch koimáo: „bringe zu Bett“) sowie von germanisch ôþala „Erbbesitz“, „Herkunftsort“ ab und ist etwa um das Jahr 1000 belegt als „heimôti“ (ausgesprochen: heymöti) und bedeutete ein Wohnrecht mit Schlafstelle im Haus. Das Wort war bis zur Mitte des 19. Jahrhunderts ein nüchternes Wort, welches im juristischen und geographischen Sinne gebraucht wurde. Der Begriff wurde vornehmlich in Amtsstuben wie Polizei und Bürgermeisteramt von Hoheitsdienern und Notaren verwendet, wenn es um den Geburtsort, den Wohnort oder das Herkunftsland ging, hier besonders im Erbrecht. Im Deutschen Wörterbuch der Brüder Grimm wurde Heimat 1877 erstens definiert als „das land oder auch nur der landstrich, in dem man geboren ist oder bleibenden aufenthalt hat“, zweitens als „der geburtsort oder ständige wohnort“; an dritter Stelle wurde hinzugefügt: „Selbst das elterliche haus und besitzthum heiszt so, in Baiern.“
Daraus wird ersichtlich, dass der Begriff zur Bezeichnung eines Aufenthalts- oder Bleiberechts benutzt wurde. Geburt an sich verlieh noch kein Aufenthaltsrecht; wer kein Heimatrecht besaß, war nicht nur heimatlos, sondern auch weniger privilegiert. „Heimat“ zu haben, bedeutete vor allen Dingen auch, einen Anspruch auf eine zumindest notdürftige Versorgung durch öffentliche Kassen zu besitzen. Daher bekamen auch Leute ohne Besitz keinen „Heimatschein“, weil man befürchtete, sie würden im Alter oder im Krankheitsfall nur den öffentlichen Kassen zur Last fallen. Heimatrecht gewinnt der Fremde, Arme oder Kranke in einer Einrichtung der Fürsorge, dem Hospital (Alters- oder Armenheim) oder Asyl (Fremdenheim).
Dem, der kein Eigentum, keine Heimat, besaß, wurde noch im 19. Jahrhundert die Hochzeit verwehrt. So heißt es im württembergischen Bürgerrechts-Gesetz vom 4. Dezember 1833:

„Ein Gemeindebürger hat sich vor seiner Verehelichung gegen die Gemeindeobrigkeit über einen gewissen Nahrungsstand auszuweisen […]. Die Zulänglichkeit des Vermögens wird mit Berücksichtigung der verschiedenen persönlichen und örtlichen Verhältnisse im einzelnen Falle bemessen.“

Noch 1897 wurde Heimat so definiert:

„Bezeichnung für den Geburtsort, auch für den Ort, wo jemand sein Heim, d. h. seine Wohnung hat. In der Rechtssprache versteht man unter Heimat (Heimatrecht) die Ortsangehörigkeit oder Gemeindeangehörigkeit einer Person, welche nicht ohne weiteres mit dem Gemeindebürgerrecht zusammenfällt, indem das Heimatrecht an und für sich nur ein Einwohner- (Einsassen-, Gemeindegenossen-)Recht ist. Auch die Staatsangehörigkeit wird Heimatrecht genannt. Neuerdings wird der Ausdruck Heimat wohl auch gleichbedeutend mit Unterstützungswohnsitz gebraucht, obgleich dies zwei ganz verschiedene Begriffe sind.“

Es gibt in einigen Ländern, wie der Schweiz, ein „Heimatrecht“ im traditionellen Wortsinn. Unter gewissen Umständen (beispielsweise langer Aufenthalt im besagten Land, perfekte Beherrschung der Landessprache) erlangt man einen „Heimatschein“ und hat damit das Recht, die Staatsbürgerschaft dieses Landes zu erwerben.

## Bedeutung des Begriffs „Heimat“ heute

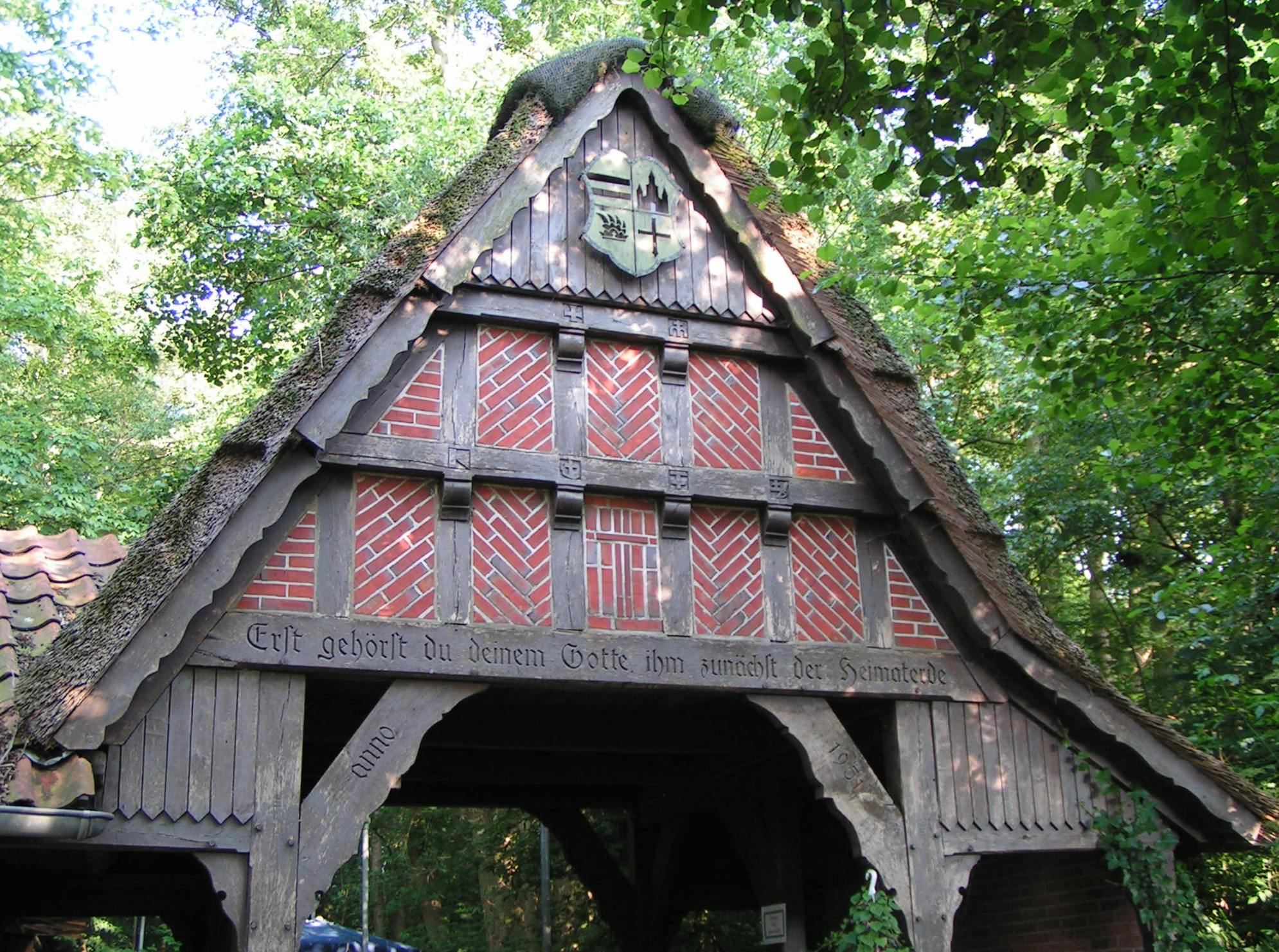
Erst gehörst du deinem Gotte, ihm zunächst der Heimaterde – auf der 1951 errichteten Eingangspforte der Freilichtbühne Lohne im Oldenburger Münsterland eingeschnitztes Motto

Nach Gerhard Handschuh weist der Begriff Heimat vier Dimensionen auf
1. eine räumliche Dimension,
2. eine Zeit-Dimension,
3. eine soziale Dimension und
4. eine kulturelle Dimension.

Dass diese Dimensionen oft miteinander verbunden sind, belegt folgender Gedankengang aus dem Jahr 1948:

„Jahrhundertelang ragt der Turm unserer Heimatkirche zum Himmel empor als stummer und doch lautredender Zeuge vergangener Tage. Mochten die Zeiten noch so schwer sein, die Heimatkirche spendete Trost, einte und versöhnte. Sie war der Väter trauter Freund in Lebensleid und Lebensfreud, in gellender Feuersnot, in donnerndem Kriegsgedröhn, in lieblichen Friedenstagen, im Leben und im Sterben. Was sie den Vätern war, sei sie immerdar auch uns, den dankbaren Söhnen:
Erst gehörst du deinem Gotte,

Ihm zunächst der Heimaterde.

Sachsenkind, mit jeder Faser

Bist du deinem Volke pflichtig!
Dieses Wort des Westfalendichters [gemeint ist Friedrich Wilhelm Weber] wollen wir uns zu eigen machen am hundertsten Jahrestag der Kirchweihe von St. Pankratius!“

In dem 2007 unverändert von der Gemeinde St. Pankratius im münsterländischen Emsdetten übernommenen Zitat der Festrede aus dem Jahr 1948 wird die vertraute Kirche im Heimatort, die „Heimatkirche“ als Gebäude, mit dem Glauben als Heimat des Menschen verbunden, mit der Institution der römisch-katholischen Kirche als „Heimat“. Dadurch wird ein Gefühl der Verbundenheit, auch mit dem eigenen Volk(sstamm), erzeugt, das durch das Zitat eines Dichters verstärkt werden soll, der seiner Heimat verpflichtet war. Webers Heimat war Westfalen, zu dem früher auch das Oldenburger Münsterland gehörte, in dem sein Spruch ebenfalls zitiert wird (siehe das Foto oben), zugleich aber auch das alte Sachsen, dessen Kernland Westfalen war. Die Verbundenheit der angeblich „erdverwachsenen“ (Nieder-)Sachsen erscheint in dem Weber-Zitat als „Verwurzelung“ in der „Heimaterde“.

### Räumliche Dimension

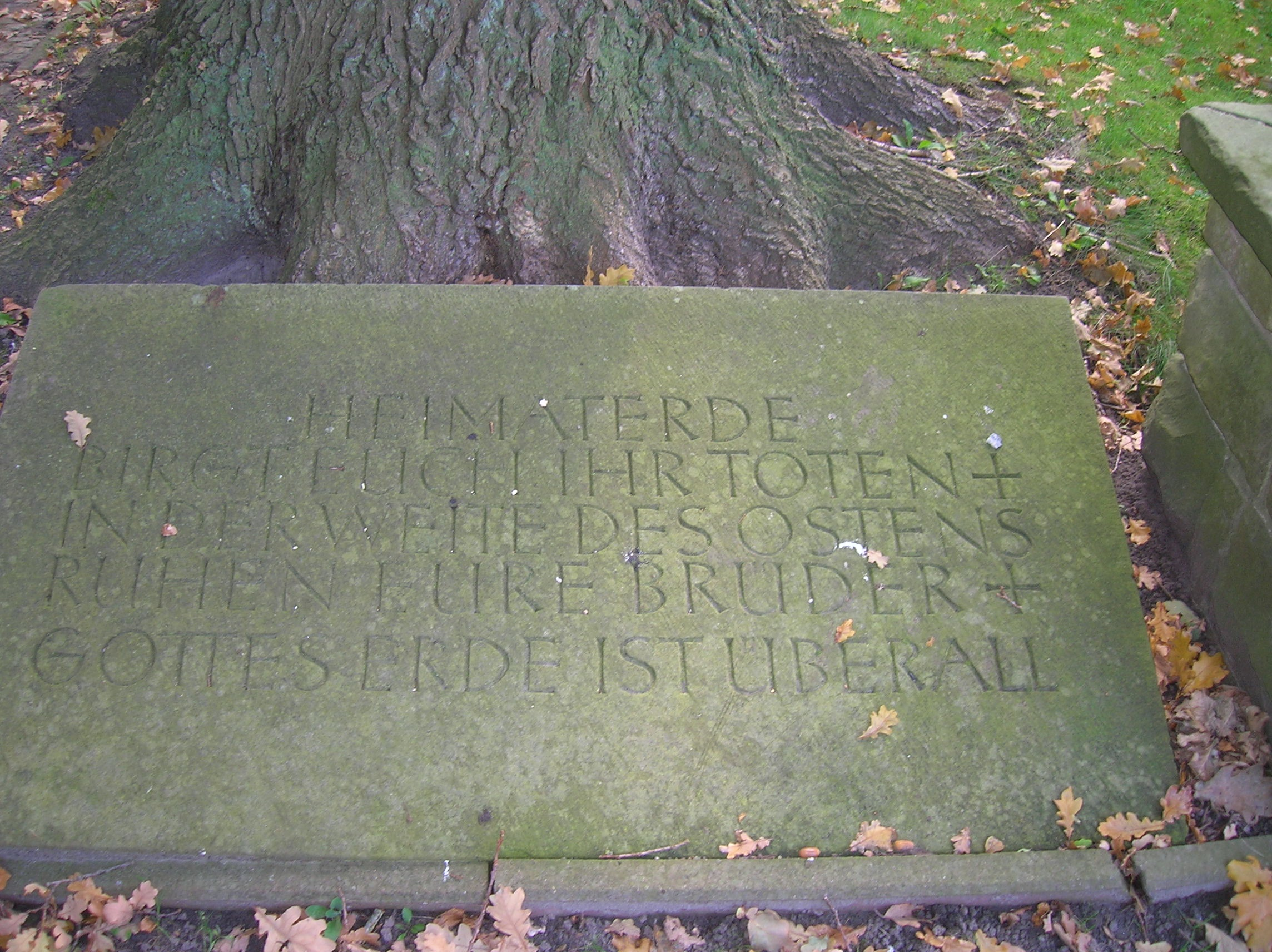
Heimaterde

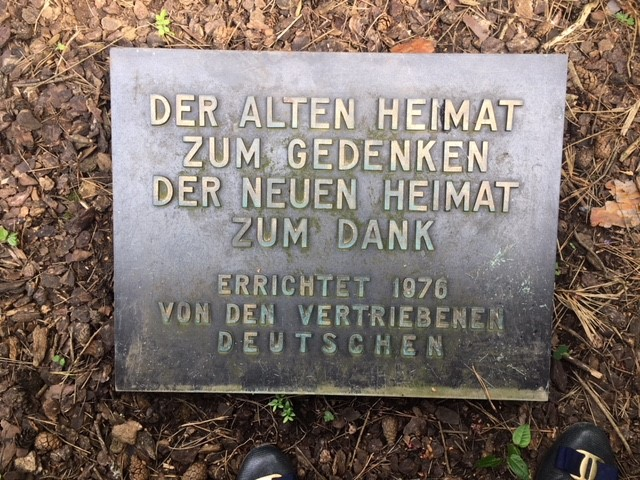
Gedenktafel in Backnang

Im wissenschaftlichen Kontext wird die „Heimstatt“, der Ort oder die Gegend des gewöhnlichen Aufenthalts eines Lebewesens, als Habitat oder als Lebensraum bezeichnet. In diesem Sinne kann man von Heimat sogar bei Abstrakta sprechen.
Beispiele:
- Pflanze: „Die Heimat der Weymouths-Kiefer ist der nordamerikanische Kontinent.“
- Tier: „Das Grauhörnchen ist aus Nordamerika, seiner ursprünglichen Heimat, vermutlich mit Schiffen auf die britischen Inseln gelangt und droht dort das einheimische rote Eichhörnchen zu verdrängen.“
- Abstraktum: „Als Heimat der Demokratie gelten Griechenland und die Stadt Athen.“
- Abstraktum: „Die Heimat der indogermanischen Sprachfamilie darf man südlich des Kaspischen Meeres vermuten.“

#### Heimischwerden in einer „neuen Heimat“
Menschen können abseits des Ortes oder der Region, wo sie geboren wurden (und aufgewachsen sind), „heimisch werden“. Der lateinische Spruch: “Ubi bene, ibi patria.” (deutsch: „Wo es mir gut geht, da ist mein Vaterland, meine Heimat.“) verdeutlicht dies. So kann etwa ein in Deutschland verfolgter und aus Deutschland emigrierter Jude Israel als „neue Heimat“ empfinden, zumal er dort, anders als in Deutschland, mehrheitlich von anderen Juden umgeben ist.
Dass das Land der Geburt nicht von jedem automatisch als „Heimat“ empfunden wird, wird auch in Heinrich Heines Gedicht Die schlesischen Weber deutlich. Dort heißt es:

„Ein Fluch dem falschen Vaterlande, // Wo nur gedeihen Schmach und Schande.“

Gelegentlich äußern Menschen mit Migrationshintergrund, dass sie beide Länder, das ihrer ethnischen Herkunft und das, in dem sie seit Langem leben bzw. lange gelebt haben, als ihre Heimat empfinden.
Die neue Beheimatung ist ein Prozess, der die Eigenaktivität des neu Hinzugekommenen erfordert. Zentral dabei ist der Erwerb der Sprache des Aufnahmelandes. „Die erste Heimat, in die man geboren und wo man aufgewachsen ist, erhält man geschenkt. Die zweite Heimat muss man sich aktiv aneignen“, formuliert der Publizist und Pädagoge Hartmut Sommer und weist darauf hin, dass auch die Offenheit der aufnehmenden Gesellschaft eine wichtige Voraussetzung für das Gelingen ist. Der Philosoph Bernhard Waldenfels bringt dies auf die knappe Formel: „Heimat wird nicht von Meldeämtern verwaltet“. Nach der Migrationsforschung sind mehrere Generationen erforderlich, bis die Integration vollständig abgeschlossen ist.

#### Die „eigentliche Heimat“
Mit der eigentlichen Heimat ist übertragen die Heimat fern dem Geburtsort oder dem Ort des Aufwachsens verstanden.
Die Vorstellung, dass Palästina die „eigentliche Heimat“ der Juden sei, existiert seit dem babylonischen Exil des Judentums. Konkrete politische Gestalt nahm sie in der Idee des Zionismus an. Unterstützt wurde sie 1917 durch die Balfour-Deklaration, in der die Rede davon ist, dass auf dem Gebiet Palästinas eine „nationale Heimstätte für das jüdische Volk“ geschaffen werden solle, das damit aus der Diaspora in seine „eigentliche Heimat“ zurückkehren solle.
Auf ähnliche Weise wird vor allem in Kreisen deutscher Heimatvertriebener von der „Heimat im Osten“ gesprochen, die die Heimat der im heutigen Deutschland aufgewachsenen Kinder und Kindeskinder der Vertriebenen sei. In diesem Zusammenhang warnte Christian Graf von Krockow 1988 davor, in der Heimat etwas anderes als etwas „sehr Konkretes“ zu sehen: „Um es konkret und persönlich zu sagen: Meine Heimat liegt unverrückbar im ländlichen Hinterpommern, in jenem stillen Land jenseits der Oder, das einst zum deutschen Osten gehörte und inzwischen zum polnischen Westen geworden ist.“ Da diese Art von Heimat etwas sehr Persönliches sei, könne Hinterpommern nicht die Heimat seiner anderswo geborenen und aufgewachsenen Nachkommen sein. Durch die „Auflösung ins Abstrakte“ werde der Heimatbegriff ad absurdum geführt.
Ähnlich hatte sich bereits Gotthold Ephraim Lessing 1779 in seinem Drama Nathan der Weise geäußert, der Recha, Nathans Tochter, im dritten Aufzug rhetorisch fragen lässt:

„… Und wie weiß

Man denn, für welchen Erdkloß man geboren,

Wenn man’s für den nicht ist, auf welchem man

Geboren?“

#### Heimat im Jenseits
Im Christentum ist die Ansicht weit verbreitet, dass die „eigentliche“ Heimat des Menschen sich im Himmel, im Jenseits befinde. Im Diesseits hingegen sei der Mensch nur ein „Gast“. Diese Auffassung bringt der Barock-Dichter Paul Gerhardt exemplarisch in seinem Lied Gast auf Erden zum Ausdruck. Der Gedanke, Menschen seien im Diesseits nur zu Gast, ist bereits im 119. Psalm (Vers 19) zu finden.

#### Exil und Utopie
Schriftsteller, die in der Folge des Nationalsozialismus ihre Heimat durch Flucht und Vertreibung verlassen mussten, beschrieben sie aus der Erinnerung so realistisch wie möglich. Berühmte Beispiele sind Thomas Mann, Bertolt Brecht, Alfred Döblin, Lion Feuchtwanger, Leonhard Frank, Ludwig Marcuse, Franz Werfel und Stefan Zweig.
Der Begriff Utopie ist eine räumliche Kategorie, da utopos, wörtlich übersetzt, „kein Ort“ bedeutet. Anknüpfend an die Exilliteratur wird Heimat auch als eine noch-nicht-erreichte beschrieben. Das Noch-Nicht, die Konkrete Utopie ist Ernst Blochs Begriff von Heimat, den er in seinem Hauptwerk Das Prinzip Hoffnung im US-amerikanischen Exil entwarf. Für Bloch, der als Kriegsgegner 1914 das wilhelminische Deutschland, in den 1930er Jahren als marxistischer Jude Nazi-Deutschland verlassen musste und in den 1950er Jahren aus der DDR zwangsemigrierte, liegt die Heimat jenseits der Klassengesellschaft. So fasst er Karl Marx’ Thesen über Feuerbach wie folgt zusammen: „Die vergesellschaftete Menschheit im Bund mit einer ihr vermittelten Natur ist der Umbau der Welt zur Heimat“. Im berühmten Schlusssatz des Buches wird das utopische Ziel genannt, das nach Aufhebung der Entfremdung und Verwirklichung realer Demokratie erreicht werde, „das allen in die Kindheit scheint und worin noch niemand war: Heimat“.
Bernhard Schlink brachte hierauf aufbauend Heimat als Utopie in einem Essay wieder ins Gespräch. Diese Vorstellung schiebt den ort-gebundenen Anteil des Begriffs ausdrücklich beiseite und betrachtet Heimat als „Nicht-Ort“: ein Gefühl, eine Hoffnung, eine Sehnsucht, zu erleben vor allem im Exil. Dieser Gedanke sei schon lange vorgebildet in der christlichen Vorstellung von der Erde, die dem Menschen, seit er das Paradies verwirkt, nur noch Exil sei.
Das Motto der Veranstaltungsreihe aus Anlass des Friedensfestes in Augsburg lautete 2014: „Heimat? Da war ich noch nie!“

#### Heimat ohne Raumbezug
Da sich Heimat auf etwas bezieht, mit dem sich der Einzelne identifiziert, sind auch Abstrakta wie die Nation, das Vaterland, eine Sprache (in aller Regel die Muttersprache) oder eine Religion geeignet, als Heimat, und zwar als „geistige Heimat“ zu fungieren. Heimat bezeichnet also nicht immer einen konkreten Ort, eine Heimstätte.
In seiner übertragenen Bedeutung als „geistige Heimat“ spielt der Heimatbegriff eine wesentliche Rolle besonders in der philosophischen und der psychologischen Fachliteratur. Er dient häufig in Form einer Metapher der Verbildlichung der Suche des Menschen nach einer geistigen Verankerung, nach einer inneren Befriedung, einer Geborgenheit durch Finden eines Lebenssinns, der als geistige Heimat verstanden wird, in der sich der Einzelne zuhause fühlt:
Der österreichische Neurologe und Psychotherapeut Viktor E. Frankl ist in seinem umfangreichen Lebenswerk immer wieder der Sinnfrage und den Möglichkeiten einer Heilung traumatischer Erfahrungen nachgegangen. Er verbindet sie eng mit der Vorstellung einer Suche nach einer „seelischen Heimat“, die jeder Mensch intuitiv oder auch reflektiert zu erreichen versucht, weil ihm diese „Beheimatung“ Sicherheit und Geborgenheit verheißt. Mit der Formulierung des Buchtitels Der Seele Heimat ist der Sinn hat er dieser Vorstellung unmissverständlich Ausdruck verliehen.
Der Experimentalpsychologe Siegbert A. Warwitz kommt bei seinen Analysen der Mentalität von Grenzgängern zu einem vergleichbaren Ergebnis: Er sieht den nachdenklichen Extremen auf dem Weg der Sinnsuche nach einer ganz persönlichen inneren „Heimat“, einer Lebensform und Betätigung, die seinen Anlagen und Traumvorstellungen entspricht, die ihm Glück und Zufriedenheit verspricht. Dabei erscheint es völlig irrelevant, ob diese Vorstellungen mit denen der Mitmenschen konform gehen oder auch nur von ihnen verstanden werden. Heimatsuche wird hier als Impuls zu einer „kreativen Selbstgestaltung“, als Streben nach Erfüllung der eigenen Berufung verstanden: Sinnsuche ist die Suche nach einer neuen Heimat. Diese muss nicht auch die Heimat der anderen sein. […] Nicht innere Leere, die lähmt, sondern innere Fülle, die antreibt, ist die entscheidende Kraft, die den Grenzgänger bewegt, das bequeme, abgesicherte Dasein zu verlassen, um auf ungebahnten Wegen einer eigenen Berufung zu folgen.

### Zeit-Dimension
In einem nicht religiösen poetischen Sinn tauchte der Begriff Heimat erstmals im Zeitalter der Industrialisierung in der Literatur im Umfeld der romantischen Bewegung auf. Arbeitssuchende zogen in zunehmendem Maße vom Land in die Großstädte, wo sie in Fabriken Arbeit finden konnten. Das führte im Laufe der Zeit zur Verstädterung und Verelendung. Die Ständeordnung wurde aufgelöst. Der Gegensatz von Aristokratie und Bauerntum wurde im Zuge der Verstädterung und des Siegs des Kapitalismus durch den zwischen den Massen von Arbeitern in den Fabriken, dem von den Marxisten so genannten Proletariat, und einer neuen Bourgeoisie abgelöst. Diejenigen, die sich mit der Gefahr des sozialen Abstiegs konfrontiert sahen, betrachteten die neue Weltordnung, die von immer weniger Großbürgern, dafür aber von umso mehr Industriearbeitern bestimmt wurde, als etwas „Unheim(at)liches“. Die Heimatbewegung als Gegenbewegung zum Fortschrittsglauben, zur Moderne stellt einen Reflex auf das Verschwinden der „guten, alten Zeit“ dar. Durch die Heimatbewegung wurde das Landleben verklärt. Als Heimat erscheinen in diesem Zusammenhang die bis zum Ende des 19. Jahrhunderts weitgehend untergegangenen Produktions- und Lebensweisen in der Landwirtschaft und der vorindustriellen Produktion.
Obwohl die Landwirtschaft von der Industrialisierung erfasst wurde, galt das Bauerntum um 1900 als „ursprünglich“, als „gesunde und beharrende Kraft“. So entstand um 1900 herum die Heimatliteratur, die der Trivialliteratur zugeordnet wird (vgl. Heimatschriftsteller).
Heimatgefühle entstehen bei Erwachsenen durch die Erinnerung an die eigene Kindheit, die oft zur „paradiesischen Zeit“ verklärt wird. Das Verlassen des Heimatorts nach dem Schulabschluss wird von vielen mit einer „Vertreibung aus dem Paradies der Kindheit“ gleichgesetzt. Diesem Gefühl gibt Joseph von Eichendorff in seinem Gedicht Abschied exemplarisch Ausdruck.

### Soziale Dimension
Der Begriff „Heimat“ betrifft auch Beziehungen zu anderen Individuen und ebenso die eigene Person. „Heimat in der Gegenwart verortet – im Hier und Jetzt angesiedelt – fordert auf zur Beantwortung der maßgeblichen Frage: Bin ich hier am richtigen Platz? Welchen Platz in der Welt möchte und kann ich zur Beheimatung einnehmen?“
Der These, dass Großstädte in ihrem heutigen So-Sein nicht „Heimat“ sein könnten, widerspricht Ortwin Renn. Im Zeitalter der industriellen Massengesellschaft und angesichts der zunehmenden internationalen Verflechtungen kann der Heimatbegriff sich nicht mehr an der Statik der vormodernen Agrargesellschaft orientieren. Heimat im ausgehenden 20. Jahrhundert ist eben nicht mehr nur Dorfidylle, die es wohl in Wahrheit überhaupt nie gab, sondern ebenso Industrierevier und großstädtischer Ballungsraum.
Aus der Sicht der Soziologie betrachtet, ist in gewisser Weise jeder sozial Entwurzelte heimatlos. Eine räumliche Entfernung vom Ort der Geburt oder des Aufwachsens ist nicht für diese Form der Heimatlosigkeit erforderlich. Das Gefühl der Entwurzelung entsteht infolge des Verschwindens der vertrauten Umgebung durch Veränderungen des Landschaftsbildes, durch Neu- und Umbauten von Gebäuden und Verkehrswegen, durch gesellschaftlichen Wandel und durch die Entwertung von Kompetenzen, die der Einzelne im Laufe seines Lebens erworben hat.

### Wirtschaftliche Dimension
Reimar von Alvensleben von der Universität Kiel hat 1999 nachgewiesen, dass man im Regelfall davon ausgehen kann, dass Konsumenten Produkte aus „ihrer“ Region präferieren. Dies liege an dem „menschlichen Bedürfnis nach überschaubarer und identitätsstiftender Umwelt. Die Vertrautheit mit einer Region gibt dem Menschen Sicherheit und schafft Sympathie für die Region (Kontakt-Affekt-Phänomen).“
Letztlich erzeugen Heimatgefühle den Eindruck bei Verbrauchern, dass Produkte aus der eigenen Region generell besser seien als Produkte mit anderer geografischer Herkunft. Dieser Sachverhalt führt zu einem Boom bei Produkten, für die mit der Eigenschaft „aus der Region für die Region“ geworben wird.
Dass das subjektive Gefühl, ein Produkt „aus der Ferne“ könne nicht qualitativ gut sein, falsch sein muss, wird allein schon dadurch deutlich, dass nur ein Produkt einer bestimmten Warengattung objektiv „das beste in Deutschland, europaweit oder weltweit“ sein kann, so dass alle, die nicht im Nahbereich des Herstellungsortes dieses Produkts wohnen, sich irren müssen. Richtig ist allerdings, dass lange Transportwege, z. B. bei Lebensmitteln, die Frische einer Ware beeinträchtigen können.
In Bezug auf Investitionsentscheidungen haben Ökonomen einen „Home-Bias“ entdeckt: Demnach neigten Deutsche dazu, ihr Geld (vor allem bei Aktienkäufen) in deutschen Firmen anzulegen, insbesondere in Firmen aus der „Nachbarschaft“. Durch dieses Verhalten ließen sie sich die Chance entgehen, durch Anlagen im Ausland höhere Gewinne zu erwirtschaften.

### Politische Dimension
Lange Zeit gab es (nicht nur in Deutschland) eine starke Korrelation zwischen dem gesellschaftlichen Milieu, dem jemand angehörte, und der Partei, die er wählte. So war es für Angehörige der Arbeiterschicht üblich, die SPD (bzw. nach dem Ersten Weltkrieg die KPD) zu wählen, während Katholiken in der Deutschen Zentrumspartei ihre „politische Heimat“ sahen. Nach dem Zweiten Weltkrieg konnten die sogenannten Volksparteien sich auf eine relativ große Anzahl von Bürgern verlassen, die als Stammwähler immer wieder „ihre“ Partei wählten.
Für die Gegenwart in Deutschland ist laut einer Allensbach-Studie festzustellen, dass unter 70 Prozent der Deutschen das Gefühl weit verbreitet sei, „politisch heimatlos“ zu sein. Diese 70 Prozent seien weder „Anywheres“, die die Globalisierung und ihre Folgen uneingeschränkt positiv bewerteten, noch „Somewheres“, die „auf ihre lokale Heimat festgenagelt“ seien. „Dieser großen Mehrheit macht derzeit keine Partei ein überzeugendes Angebot. Nicht die Ränder, die Mitte ist in Deutschland heimatlos“, meint der Welt-Autor Daniel Dettling.
Das Begriffspaar „Somewheres und Anywheres“ hat der Brite David Goodhart in seinem Buch The Road to Somewhere geprägt. Goodhart zufolge gibt es zwei Wertewelten, die sich unversöhnlich gegenüberstehen: die Welt der Bürger und die der Eliten. Die zumeist akademisch gebildeten und wohlhabenden Eliten gehörten weitgehend dem Typus der „Anywheres“ an. Sie dominierten mit ihrem kosmopolitischen Liberalismus Politik, Kultur und Gesellschaft der Länder, in denen sie sich (zeitweilig) aufhielten, obwohl in keinem hochentwickelten Land mehr als ein Viertel der Bevölkerung zu den typischen „Anywheres“ gehöre.
Vor dem Hintergrund des Missbrauchs des Heimatbegriffs durch Nationalsozialisten und heutige Neo-Nazis betont der Niedersächsische Heimatbund in seiner am 12. Mai 2022 in Kraft getretenen Satzung: „Der NHB erachtet die Verwendung des Heimatbegriffs als Mittel der Ausgrenzung von Menschen als demokratiefeindlich, ganz gleich auf welchen Grundlagen die Ausgrenzung basiert. Wer hier ist, hat ein Recht darauf, Heimat in Deutschland zu erfahren, zu bilden und hier heimisch zu werden.“ In der Satzung findet sich auch die Formulierung: „Heimat in Niedersachsen“, wodurch deutlich wird, dass der Heimatbund als Dachverband auch die Interessen von Lokalpatrioten und anderen Menschen und Institutionen mit einer positiven Haltung zu kleineren Räumen und Stätten in Niedersachsen vertritt.

### Kulturelle Dimension

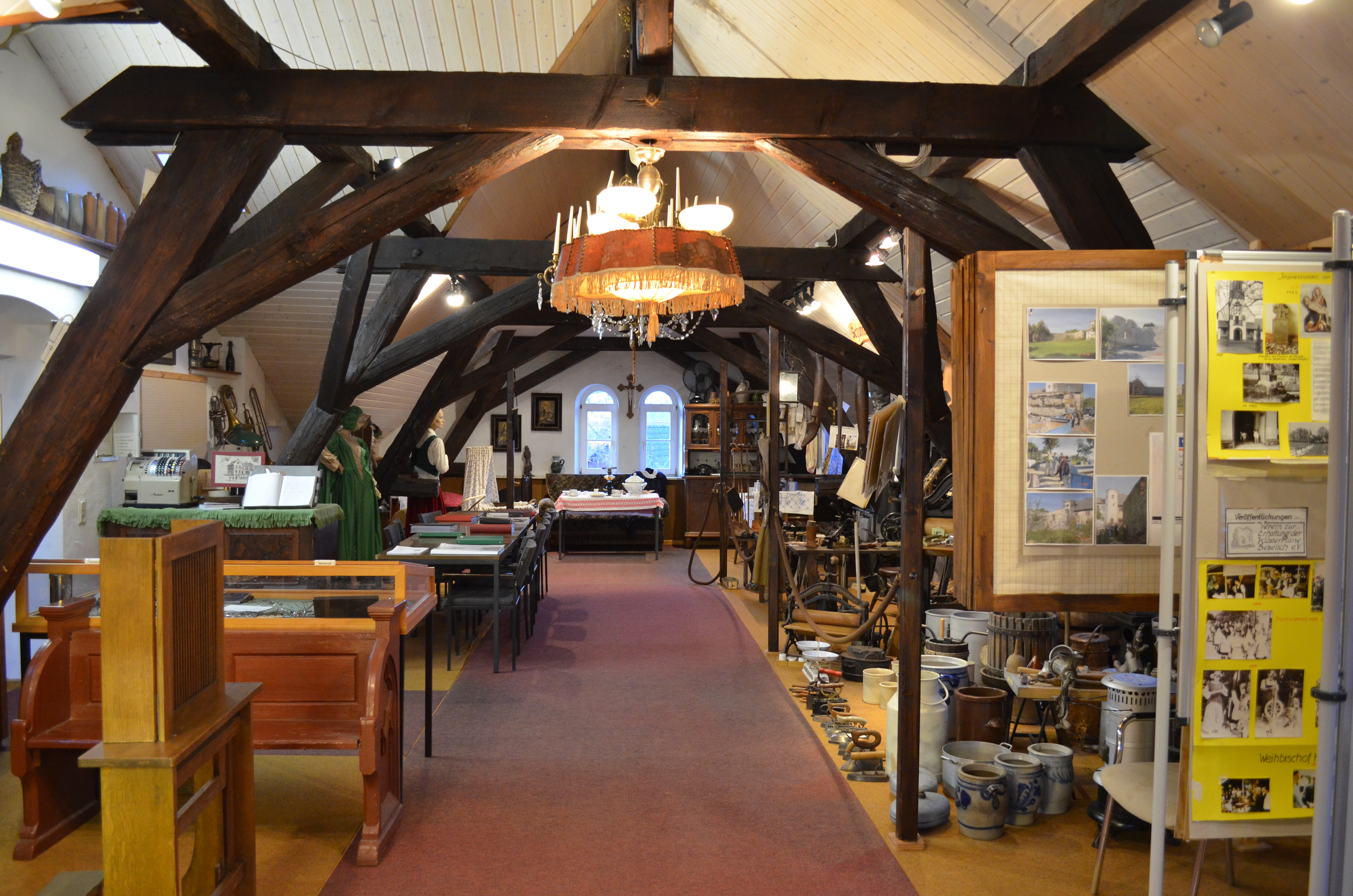
Die Heimatstube Beselich-Obertiefenbach

In den 1950er Jahren und der ersten Hälfte der 1960er Jahre wurden auch viele Heimatfilme produziert, die oft der Trivialunterhaltung zuzurechnen sind. Gleichwohl gilt das nicht für das gesamte Genre, insbesondere nicht für den neuen Heimatfilm der 1970er Jahre bis in die Gegenwart. Insbesondere die 1984 bis 2004 entstandene Filmtrilogie Heimat von Edgar Reitz vermittelte einem internationalen Publikum ein differenzierteres Heimatbild, indem sie sich bemüht, so wenige Klischees von der heilen Welt wie möglich zu reproduzieren.
Heimatpflege vollzog und vollzieht sich primär in Vereinen, nur in wenigen Staaten der Erde ist sie staatlich organisiert. Diese Heimatvereine pflegen das Brauchtum, ein Kulturgut, das nach Möglichkeit lebendig erhalten werden soll. Allerdings dienen Einrichtungen wie Heimatmuseen unabhängig davon, ob das Gezeigte wirklich in der Region gepflegt wird, der Förderung des Fremdenverkehrs durch Zurschaustellung von Folklore. Oft werden beispielsweise Trachten nur in Gegenwart des zahlenden Publikums getragen, nicht aber privat.
In Deutschland sind die meisten Trachten- und Heimatvereine, die die regionalspezifischen Trachten authentisch pflegen, im Deutschen Trachtenverband e. V. (DTV) mit Sitz in München zusammengeschlossen. Hier sind bundesweit etwa zwei Millionen Mitglieder gemeldet, darunter über 200.000 Kinder und Jugendliche. Diese sind in der Deutschen Trachtenjugend organisiert, die zum Deutschen Trachtenverband gehört. Die Träger sind in der Regel in ihren Vereinen und Gruppen vor Ort aktiv, davon zum allergrößten Teil im ländlichen Raum. Es werden regionale Trachten der jeweiligen Landschaften getragen, die zeitgemäßen Trageansprüchen und Bedürfnissen angepasst sind.
Die Geschichte einer bestimmten Landschaft oder eines bestimmten Ortes als Heimat im Sinne kultureller Identität untersucht die Heimatgeschichte oder Volkskunde. Sie ist in Heimatmuseen dokumentiert.

### Emotionale Dimension

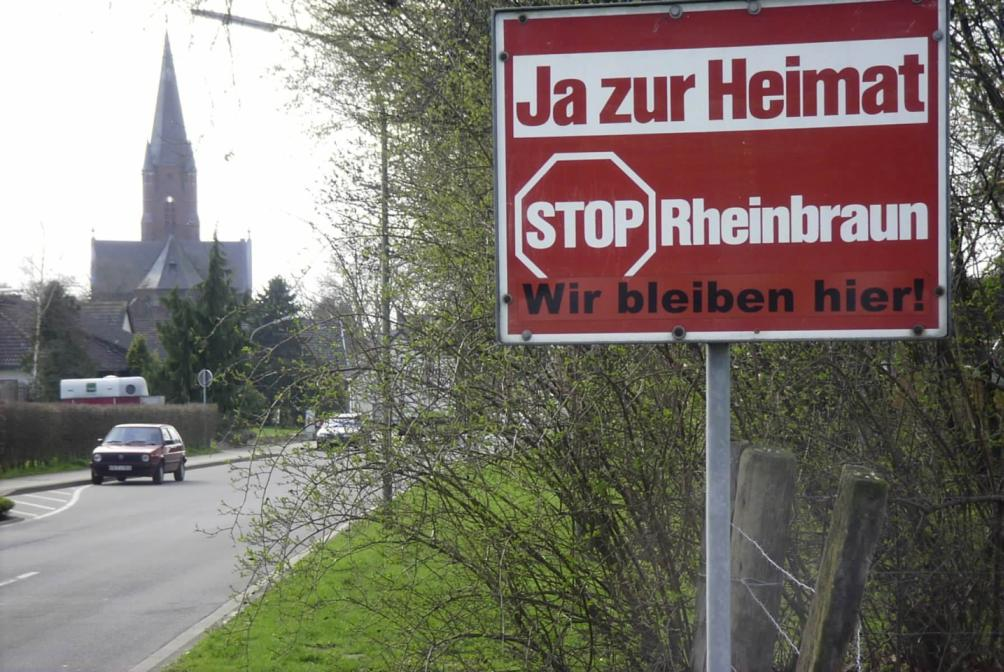
Örtlicher Protest gegen Bedrohung der „Heimat“ durch den Braunkohletagebau Garzweiler

Psychologisch ist Heimat heute ein subjektives Empfinden, unabhängig von politisch-juristischen Definitionen. Sie besteht aus individuellen Einstellungen zu Ort, Gesellschaft und persönlicher Entwicklung des Einzelnen. Ihr Verlust oder die Angst davor wird als Heimweh empfunden. Für den, der seine Heimat verlassen oder verloren hat, kann Heimat gleichbedeutend werden mit Vaterland. Es ist möglich, dass ein Mensch sich für eine Wahlheimat entscheidet. Seine Heimat kann man auch durch eine Naturkatastrophe oder durch eine grundlegende Umgestaltung der Gegend durch menschliche Eingriffe verlieren.
In einem Gastbeitrag für das Programmheft zum Augsburger Hohen Friedensfest 2014, das unter dem Motto: „Heimat? Da war ich noch nie!“ stand, weist Oliver Kontny darauf hin, dass die meisten Städte für einen dort aufgewachsenen und später dorthin zurückkehrenden Erwachsenen in dem Sinne nicht mehr existieren, als allerorten „Städte umgebaut [werden] zu Räumen, in denen überschüssiges Kapital noch mehr Rendite abwerfen kann“, und sich entsprechend kaum Heimatgefühle einstellen. Streng genommen könne man „nicht zweimal in derselben Stadt leben, und wenn man sein Leben lang nichts anderes täte“. Bereits für das Babylon des Alten Testaments habe gegolten, dass „die namenlose Fron“ dazu geführt habe, „dass die wunderbar angelegte Millionenstadt Babylon mit ihren klaren Planquadraten den Menschen nicht zur Heimat wurde. Man kam, weil man verschleppt wurde oder Arbeit suchte, und man blieb, weil man vom Alkohol und den Partys nicht mehr loskam.“ Ohne Diversity Management sei es schwer, Migranten in ihrem neuen Wohnort ein Heimatgefühl zu vermitteln.
Sprache als kulturelle Heimat ist gemeint, wenn ein exilierter deutscher Schriftsteller erklärt, seine Heimat sei die deutsche Sprache oder die deutsche Literatur. Heimat als Lebensweise bedeutet das Bekenntnis eines Seefahrers: „Meine Heimat ist das Meer“.
Die Verwendung des Begriffs Heimat kann Denkanstöße auslösen. So kann der Anblick eines Bären oder eines Wolfs in dem Heimat-Tierpark Olderdissen in Bielefeld bei Besuchern die oft mit starken Emotionen verbundene Frage aufwerfen, ob Bären und Wölfe (wie auch die anderen „Tiere der Heimat“ in dem Tierpark) „nach Deutschland gehören“, wo sie vor Jahrhunderten heimisch waren (unpathetisch formuliert: gelebt haben).
Nils Minkmar begrüßte 2017 die in Deutschland aus seiner Sicht bereits (außer in ritualisierten Handlungen) weitgehend vollzogene Abkehr vom „alten“ Heimatbegriff mit den Kategorien „erdverwachsene Menschen“ und „Heimatfremde“. Der Ausweg aus der „unseligen Tradition und den aktuellen Versuchen, Heimat identitär aufzuladen, ist die Dekonstruktion des Heimatbegriffs auf seinen kommunikativen Kern: Wir lernen die Heimat als Kind kennen, ungefähr in jenen Jahren, in denen wir auch zu sprechen lernen. Die Bestandteile der engeren Heimat gehören zu den ersten Dingen, die wir erkennen und benennen können. Darum sind sie so fest in unserem Bewusstsein verankert, darum weiß nahezu jeder sozialisierte Mensch, wovon die Rede ist, wenn wir von Heimat reden.“ Auf diesen Kern müsse sich das Reden über „Heimat“ beschränken.

### Heimat im Plural
Üblicherweise wird der Begriff Heimat im Singular und mit bestimmtem Artikel („die Heimat“) gebraucht, was suggeriert, dass jeder Mensch genau eine Heimat habe. So findet sich im Duden beim Schlagwort Heimat der Hinweis: „Plural nicht üblich“.
Dagegen vertritt das Integrationsbüro der Stadt Zürich die These: „Jeder Mensch hat unterschiedliche Identitäten und verschiedene Heimaten.“
In seinem 2019 erschienenen und mit dem Deutschen Buchpreis ausgezeichneten Roman Herkunft spricht der Autor Saša Stanišić von „Wohlfühlorten“, die ihm ein Gefühl von „Heimat“ vermittelten. Zugleich warnt er vor „Zugehörigkeitskitsch“, insbesondere in einer Form, durch die andere (vor allem „Fremde“) von dem „Wohlfühlort“ ferngehalten werden sollen.
Wilhelm Schmidt benutzte im Jahr 2023 in einem Aufsatz für die Stiftung Frauenkirche Dresden die Formulierung „Haupt- und Nebenheimaten“, aus denen die Heimat zusammengesetzt sein könne „wie ein Mosaik, dessen Teile im Laufe des Lebens immer wieder neu zu sortieren sind“. Niemand könne, so Schmidt, „in völliger Fremdheit leben, jede und jeder bedarf irgendeiner Heimat, besser aber mehrerer Heimaten, um nicht vor dem Nichts zu stehen, wenn eine verlorengeht.“ Schmidt unterscheidet die „Wohnheimat“ eines Menschen von seiner „Beziehungsheimat“ (d. h. dem „Geflecht von Beziehungen der Herkunft und der Wahl, in dem ein Mensch lebt“), seiner „geistigen Heimat“ sowie seinem Anteil „am ungeheuren Meer der kosmischen Energie“, die den Einzelnen „durchflutet“.

## Komposita („Heimat“ + x)

### Heimatkunde
Bis in die 1960er/1970er Jahre sollten die Lehrpläne für das Fach Heimatkunde in den Volksschulen der Länder der Bundesrepublik Deutschland mit der „Erschließung der räumlichen und geistigen Kinderheimat“ Schulkinder zu „Heimatliebe“ und „Heimattreue“ erziehen; die „Heimaterziehung“ sollte über eine „Gesinnungs- und Gemütsbildung“ ein „Heimatbewusstsein“ sowie eine „Bindung an die Heimat“ bewirken. 1964 wurde bundesweit durch das Hamburger Abkommen die „Volksschule“ als Schulform abgeschafft und durch Grund- und Hauptschulen ersetzt. 1969 wurde die ausschließliche Bezeichnung „Heimatkunde“ für ein Unterrichtsfach aufgegeben. An die Stelle des Faches Heimatkunde trat in den meisten Ländern ein Fach, das bis heute Sachunterricht genannt wird.
Kritisiert wurde an dem alten Fach Heimatkunde vor allem
- die Diskrepanz zwischen der Erfahrungswelt der Kinder und der angeblich „heilen“ bäuerlich-handwerklichen Idylle des Heimatkundeunterrichts,
- die Erstarrung in Standardthemen, insbesondere die Dominanz geographischer und heimatgeschichtlicher Inhalte bei Vernachlässigung naturwissenschaftlich-technischer Themen und
- die Nichtberücksichtigung des gesellschaftlichen Wandels, d. h. der fortschreitenden Automatisierung der Produktionsweise, der zunehmenden Mobilität der Menschen sowie neuer gesellschaftlicher Entwicklungen und Konflikte.[56]

### Heimatliebe
In einigen deutschen Landesverfassungen ist eine Pflicht des Staates verankert, Pädagogen zu einer „Erziehung zur Heimatliebe“ anzuhalten. Eine derartige Pflicht enthalten Art. 12 der Verfassung Baden-Württembergs, Art. 131 der Verfassung Bayerns, Art. 7 der Verfassung Nordrhein-Westfalens, Art. 33 der Verfassung von Rheinland-Pfalz, Art. 30 der Verfassung des Saarlandes und Art. 101 der Verfassung Sachsens. Allerdings ist es nicht zulässig, eine Lehrkraft deshalb nicht einzustellen oder zu entlassen, weil es ihr an Gottesfurcht, Heimatliebe oder Verfassungspatriotismus mangele. Ebenso wenig dürfen Versetzungskonferenzen mit dieser Begründung die Nicht-Versetzung eines Schülers beschließen.
In der Slowakei trat zum 1. April 2010 ein „Gesetz zur Unterstützung der Heimatliebe“ in Kraft. Es soll in der Bevölkerung Patriotismus und Identifikation mit dem eigenen Staat fördern. Unter anderem schreibt das Gesetz vor, dass alle Sitzungen von Regierungen und Parlamenten (vom nationalen Abgeordnetenhaus bis hin zu kleinsten Gemeindevertretungen) und sogar öffentliche Bürgerversammlungen mit dem Absingen der Nationalhymne beginnen sollen. Alle von nationalen Verbänden organisierten Sportveranstaltungen haben mit der Hymne zu beginnen. In den Klassenzimmern aller öffentlichen Schulen des Landes müssen künftig das Staatswappen, die Flagge sowie die Texte der Nationalhymne und der Verfassungspräambel aufgehängt sein.
Der deutsche Anarchist Erich Mühsam kritisierte:

„Heimatverehrung hat mit Vaterlandsliebe nichts zu schaffen. […] Jedes nicht aus seiner natürlichen Umgebung gerissene Tier empfindet Heimatliebe, ohne sie je in Vaterlandsgefühl umzudeuten, ohne je für seine Heimat erweiterte oder umpanzerte Grenzen zu wünschen. Ein Tier ohne Heimat wird füglich auch keine Heimatliebe spüren, höchstens Sehnsucht nach Heimat. Nicht anders ist es beim Menschen. Kann der mangelhaft ernährte, in einem ungesunden Kellerloch aufwachsende junge Mensch seine trübe Kindheitsumgebung als lockendes Heimatbild über seinem Lebensweg leuchten lassen? Kann er – und dies ist doch wohl das Erkennungszeichen der Heimatliebe – in der Ferne vom Verlangen bewegt werden, vom Dunstkreis seiner Herkunft wieder umfangen zu werden? Wessen Jugend kein Heim hatte, wessen Heim keine Freude barg, der hatte auch keine Heimat, mit der ihn eine Liebe verbinden könnte. Eine Pflicht zur Liebe aber gibt es nicht, und dass man Heimatliebe zur Pflicht erhebt, indem man dem, dessen Fuß nie ein heimatliches Stück besonnten Landes berührt hat, von einem Vaterlande zu überzeugen vermochte, das seine Hingabe, seine Liebe, seinen Heldensinn, sein Blut und sein Leben fordern dürfe, das zeigt, bis zu welchem Grade der Verzerrung der Autoritätswahn die menschliche Seele hat verunstalten können.“

Kurt Tucholsky betrachtete Heimat als positiven Wert, den sich besonders die nichtnationalistischen Kräfte zu eigen machen sollten, um der Deutschtümelei, der politischen Reaktion und jenen, die den Heimatbegriff gänzlich ablehnten, entgegentreten zu können:

„Im Patriotismus lassen wir uns von jedem übertreffen – wir fühlen international. In der Heimatliebe von niemand – nicht einmal von jenen, auf deren Namen das Land grundbuchlich eingetragen ist. Unser ist es. Und so widerwärtig mir jene sind, die – umgekehrte Nationalisten – nun überhaupt nichts mehr Gutes an diesem Lande lassen, kein gutes Haar, keinen Wald, keinen Himmel, keine Welle – so scharf verwahren wir uns dagegen, nun etwa ins Vaterländische umzufallen. Wir pfeifen auf die Fahnen – aber wir lieben dieses Land. Und so wie die nationalen Verbände über die Wege trommeln – mit dem gleichen Recht, mit genau demselben Recht nehmen wir, wir, die wir hier geboren sind, wir, die wir besser deutsch schreiben und sprechen als die Mehrzahl der nationalen Esel – mit genau demselben Recht nehmen wir Fluß und Wald in Beschlag, Strand und Haus, Lichtung und Wiese: es ist unser Land. […] Deutschland ist ein gespaltenes Land. Ein Teil von ihm sind wir. Und in allen Gegensätzen steht – unerschütterlich, ohne Fahne, ohne Leierkasten, ohne Sentimentalität und ohne gezücktes Schwert – die stille Liebe zu unserer Heimat.“

Die damalige SPD-Vorsitzende Andrea Nahles betonte im Sommer 2018, dass man das Gefühl von Menschen, an einem Ort heimisch zu sein, „nicht steuern“ könne. „Das Gefühl wächst von unten“ (bei den Menschen in den Kommunen). Wichtig sei, dass „[j]eder und jede […] selbst entscheiden können“ solle, „wo er bzw. sie leben möchte – und dort heimisch werden können“ solle.

### Heimatschutz
Populär wurde der Begriff ab der Gründerzeit. Er äußerte sich unter anderem in Ausdrücken wie „Heimatschutzbewegung“ oder „Heimatschutzarchitektur“. Mit zunehmender Militarisierung stand er in der Zwischenkriegszeit vorwiegend für völkisch orientierte oder nationalistische Gruppierungen, so etwa im Kärntner Abwehrkampf für Heimwehr. Im Nationalsozialismus wurde der politisierte Heimatkult rassistisch begründet und ideologisch gepflegt.

#### Das „Heimatschutzministerium“ der USA
Das U.S. Department of Homeland Security wird in der deutschen Sprache der Gegenwart häufig als „Heimatschutzministerium“ bezeichnet. Eine auf den Auftrag bezogene alternative Übersetzung lautet „Ministerium für Innere Sicherheit der Vereinigten Staaten“. Dabei ist die territoriale Verteidigung unverändert dem U.S. Department of Defense zugewiesen. In anderen aktuellen Verwendungen des Begriffes „Heimatschutz“ im deutschsprachigen Raum gibt es die starke Konnotation „(auch zur Anwendung von Gewalt bereite) Wehrhaftigkeit gegenüber Bedrohungen der Heimat“.

#### Heimatschutz in der Bundeswehr
In der Bundeswehr begann 1961 der Aufbau einer Territorial-Reserve als Teil des Territorialheeres, die ab 1965 als Heimatschutztruppe bezeichnet wurde und in der hauptsächlich Reservisten dienten. Sie war zunächst gegliedert in Heimatschutzkommandos, später in Heimatschutzbrigaden bzw. Heimatschutzbataillone, die 2007 aufgelöst wurden.
Heute bildet der Heimatschutz einen Aufgabenbereich der gesamten Bundeswehr, insbesondere ihrer ab 2012 neu aufgestellten Regionalen Sicherungs- und Unterstützungskräfte, und umfasst Schutzaufgaben auf deutschem Hoheitsgebiet sowie die Amtshilfe bei Naturkatastrophen und schweren Unglücksfällen, zum Schutz kritischer Infrastruktur und bei innerem Notstand.

#### Heimatschutz im Rechtsextremismus
Heimatschutz ist ein Begriff, der innerhalb des Rechtsextremismus eine ideologische Rolle spielt. Rechtsextremisten gehen von einem romantisierten Bild von Heimat aus, das immer auch mit rassistischen, völkischen und religiösen, insbesondere antisemitischen Komponenten verknüpft wird. So wird beispielsweise eine „unverwechselbare völkische Eigenart und Überlebensfähigkeit“ behauptet.
Mit Heimat ist nach rechtsextremistischem Verständnis nicht eine Region, ein Landstrich oder eine Stadt gemeint, sondern eine rassisch begründete Abstammungsgemeinschaft und der von ihr besiedelte Raum. „Volkszugehörigkeit wird in diesem Kontext als das Resultat des Hineingeboren-Werdens in eine biologische ‚Abstammungsgemeinschaft‘ verstanden“. Daraus ergibt sich nach völkisch-ideologischer Auffassung eine innere Bindung, die sich in physischer, kultureller und mentaler Beziehung zeigt. Es entsteht eine „kollektive Identität“ aus einem scheinbar „natürlichen“ Grundprinzip: das Volk als Abstammungs- und Territorialgemeinschaft. Heimat ist somit das „angestammte“ Territorium dieser Gemeinschaft innerhalb gesicherter, aber im Prinzip auch ausdehnbarer („Volk ohne Raum“) räumlicher Grenzen.
Aus diesem Politikverständnis heraus entwickeln Rechtsextremisten die Notwendigkeit, diesen Lebensraum zu schützen. Einwanderung wird als Bedrohung des Existenzrechts des eigenen Volkes betrachtet. So schrieb z. B. die Nationaldemokratische Partei Deutschlands (NPD) 2010 in ihrem Parteiprogramm: „Gegen den Willen des deutschen Volkes wurden von Großkapital, Regierung und Gewerkschaften Millionen von Ausländern nach Deutschland eingeschleust. Durch massenhafte Einbürgerungen wird das deutsche Staatsbürgerrecht aufgeweicht und das Existenzrecht des deutschen Volkes in Frage gestellt.“ Die Zuwanderung wird als Deutschlands größtes Problem dargestellt: „Die seit vielen Jahren von der NPD geübte Kritik an der Zuwanderung und der damit einhergehenden Überfremdung ist in der Mitte unserer Gesellschaft angekommen. Die wachsende und täglich wahrnehmbare Bedrohung, die aus der gescheiterten Integration und der Duldung von Millionen abgelehnten Asylbewerbern resultiert, kann auch von den traditionell zuwanderungsfreundlichen Massenmedien nicht mehr unter den Teppich gekehrt werden.“
Die rechtsextreme Partei „Der III. Weg“ stellt in diesem Zusammenhang die Thesen auf: „Heimat bewahren: Zur Beibehaltung der nationalen Identität des deutschen Volkes sind die Überfremdung Deutschlands und der anhaltende Asylmißbrauch umgehend zu stoppen. … Umweltschutz ist Heimatschutz: Ziel der Partei Der dritte Weg ist die Schaffung bzw. Wiederherstellung einer lebenswerten Umwelt, die Erhaltung und Entwicklung der biologischen Substanz des Volkes und die Förderung der Gesundheit.“ Der Schutz der Umwelt sei die Grundlage für die Erhaltung der „biologischen Substanz des Volkes“.
Hinter dieser Auffassung verbirgt sich der sogenannte „Geodeterminismus“. Er besagt, der Raum habe direkte Wirkung auf die psychischen Eigenschaften des Menschen, sogar auf seinen Charakter. Die natürliche Struktur des Raumes präge sie in eindeutiger Form und müsse deshalb erhalten bleiben. Ein Westfale sei wesenhaft anders als ein Sachse, weil beide unter deutlich unterschiedlichen geographischen Bedingungen aufwüchsen. Diese Prägung durch die Natur, durch die Landschaft und die Umwelt sei wichtig und präge das Deutsche im Deutschen. In der Konsequenz muss damit aber die Landschaft als Teil der Heimat erhalten bleiben. Des Weiteren hätten sich diese wertvollen Eigenschaften bereits genetisch in die deutsche Bevölkerung eingeprägt – ein Schatz, der zu bewahren sei. Zwar ist diese Theorie wissenschaftlich nicht haltbar, aber sie macht verständlich, warum Rechtsextremisten den Heimatbegriff, den sie mit Natur, Landschaft und Umwelt verbinden, so ernst nehmen. Immigration stellt aus dieser Sicht eine Bedrohung dar. Denn es könnte zu einer genetischen Vermischung kommen, die wiederum die eingeprägten deutschen Eigenschaften beeinträchtigen könnte.
Darüber hinaus werden religiöse Klischees tradiert.

#### Heimatschutz in der Schweiz
In der Schweiz erhält sich der Begriff politisch relativ unbelastet und steht allgemein für Denkmalschutz und Heimatpflege im weiteren Sinne – siehe Schweizer Heimatschutz.

### Heimatpolitik
Seit dem 14. März 2018 gibt es auf Bundesebene in Deutschland ein „Heimatministerium“, das zunächst beim Bundesinnenministerium angesiedelt war. Damit wurde erstmals in der Geschichte der Bundesrepublik ein Bundesministerium geschaffen, das schon in der Eigenbezeichnung seine Zuständigkeit für Fragen der „Heimat“ erkennen lässt. Als erster „Heimatminister“ wurde Horst Seehofer (CSU) vom Bundespräsidenten ernannt.
Hauptinstrument der von Seehofer angekündigten neuen „Heimatpolitik“ ist die Kommission „Gleichwertige Lebensverhältnisse“, der das gesamte Bundeskabinett, dazu die Regierungschefs aller 16 Länder sowie Vertreter der kommunalen Spitzenverbände (Deutscher Städtetag, Deutscher Landkreistag, Städte- und Gemeindebund) angehören. Die Kommission stelle sich der „Aufgabe, die Infrastruktur unseres Landes – in den Städten und im ländlichen Raum – auf die Anforderungen der Zukunft auszurichten“.
Das Heimatempfinden der Menschen in Deutschland werde, so Seehofer, bedroht, wenn sich das nahe Umfeld der Menschen schnell und stark ändere. Die Verletzung der Privatsphäre, Kriminalität und Werteverlust würden als Gefahren ebenso wahrgenommen wie ungesteuerte Zuwanderung. Gerade in Zeiten schneller Veränderung liege darum im Heimatgefühl der Menschen für die Politik eine Aufgabe und Chance.
Unter Bundesinnenministerin Nancy Faeser wurde die „Abteilung H“ geschaffen, auch zuständig für gesellschaftlichen Zusammenhalt, Integration und politische Bildung. Bundeskanzler Merz verschob den Bereich Heimatpolitik 2025 vom Innenressort in das Landwirtschaftsministerium, das die Bezeichnung Bundesministerium für Landwirtschaft, Ernährung und Heimat erhielt.
Auf Landesebene gibt es zurzeit (2025) in Deutschland zwei Heimatministerien, und zwar das 2014 eingerichtete Bayerische Staatsministerium der Finanzen und für Heimat (seit 2014) und das Ministerium für Heimat, Kommunales, Bau und Digitalisierung des Landes Nordrhein-Westfalen (seit 2017).
Für die Bayerische Heimatpolitik ist die Abteilung V Heimat im Staatsministerium der Finanzen und für Heimat zuständig. Ihr sind die Referate Verwaltungsorganisation und Vergabeangelegenheiten, Verwaltungsreform, Regionale Identität, Staatsbäder und Umwelt, Heimatprojekte und Demografie und Schlösserverwaltung unterstellt.
Das „Ministerium für Heimat, Kommunales, Bau und Gleichstellung“ (MHKBG) in Nordrhein-Westfalen hat ein „Heimatförderprogramm“ aufgelegt, über das jährlich mit 30 Millionen Euro „Heimat-Projekte“ gefördert werden. Gefördert werden sollen „Initiativen und Projekte, die lokale und regionale Identität und Gemeinschaft und damit Heimat stärken.“ Zuständig ist die Stabsstelle Heimat.
In Südtirol gründete die Südtiroler Volkspartei im August 2018 die „Plattform Heimat“. Angesichts des Umstands, dass die SVP, die seit 1946 stets die absolute Mehrheit der Sitze im Südtiroler Landtag für sich hatte erringen können, diese Mehrheit 2013 verloren hatte und weitere Stimmenverluste bei der Landtagswahl am 21. Oktober 2018 befürchtete, sollte die Plattform den Wahlberechtigten verdeutlichen, dass die „Heimat- und Volkstumspolitik als Markenkern der Südtiroler Volkspartei“ zu betrachten sei. „Unsere Initiative will eine positive Orientierung an Werten wie Freiheit, Eigenständigkeit und Heimat im vereinten Europa ermöglichen, ohne dabei in einen spalterischen Patriotismus abzudriften“, erläuterte ein Landtagskandidat der SVP die Ziele der Plattform. Der Stimmenanteil der SVP sank bei der Landtagswahl 2018 von 45,7 auf 41,9 Prozent.

### „Heimat 2.0“
Der Zusatz „2.0“ wird in zwei verschiedenen Bedeutungen benutzt: zum einen, um zu verdeutlichen, dass man den Begriff Heimat anders (und „moderner“) versteht als die Anhänger von „Heimat 1.0“, und zum anderen zur Bezeichnung der Chance, dass Zugereiste (auch aus dem Ausland) an ihrem neuen Wohnsitz eine „zweite Heimat“ finden können (und sollen).
„Heimat 2.0“ ist im Sinne der ersten Begriffsverwendung ein Zentralbegriff für Menschen, die sich als Bewohner des „globalen Dorfes“ betrachten und im Prinzip die Globalisierung und ihre Folgen positiv bewerten. Philipp Riederle meint: „Moskau und New York liegen direkt neben Burgau, das Museum of Modern Art kann ich genauso besuchen wie das Ulmer Münster.“ Die Verankerung in einer lokalen Gemeinschaft (die auch wechseln könne) sei allerdings wichtig, „weil wir zwar global kommunizieren und unterwegs sind, aber nicht im Globalen wohnen können.“
Johannes Schneider meint: „Die Heimat der Zukunft […] ist Patchwork statt Privileg. Sie ist anschlussfähig für alle, die nach ihr suchen und die […] für ihr psychisches Wohl darauf angewiesen sind, irgendwo oder irgendwie heimisch zu werden.“

## Aktuelle Rechtsfragen

### Rechtsinhaber: Opfer politischer oder ethnischer Verfolgung
Als „Heimat“ gilt für den Staatsrechtler und Politikwissenschaftler Peter Pernthaler das „eigene Land“ eines Volkes oder einer Volksgruppe. „Die konkrete siedlungsgeschichtliche Heimat ist in diesem Sinne ebenso untrennbarer Bestandteil ethnischer Identität wie Sprache, Geschichte und Kultur.“ Allerdings gebe es außerhalb des deutschsprachigen Raums kaum ausdrückliche Hinweise auf ein „Recht auf Heimat“. Gleichwohl müssten Vertreibungen und ein Austausch der Bevölkerungen gegen deren Willen als Verstöße gegen das Selbstbestimmungsrecht der Völker bewertet werden. Am ehesten lasse sich noch ein Recht auf „Rückkehr in das eigene Land“ aus Art. 12 Abs. 4 des Internationalen Pakts über bürgerliche und politische Rechte von 1966 ableiten („Niemand darf willkürlich das Recht entzogen werden, in sein eigenes Land einzureisen.“)
Der Völkerrechtler Alfred de Zayas erklärte am 9. Oktober 2004 in einer Rede vor dem Bund der Vertriebenen:

„Es gibt keinen Zwang, in der Heimat zu leben, jedoch gibt es ein Recht, in der Heimat zu verbleiben und nicht von dort vertrieben zu werden. Wenn man vertrieben wird, gibt es dann ein Rückkehrrecht.“

Dagegen, ein Recht auf Heimat aus dem Selbstbestimmungsrecht der Völker abzuleiten, wehrte sich 1989 Ralf Dahrendorf:

„Es gibt kein Recht der Armenier, unter Armeniern zu leben. Es gibt aber ein Recht für armenische Bürger ihres Gemeinwesens, Gleiche unter Gleichen zu sein, nicht benachteiligt zu werden, ja auch ihre eigene Sprache und Kultur zu pflegen. Das sind Bürgerrechte, Rechte der Einzelnen gegen jede Vormacht. Das sogenannte Selbstbestimmungsrecht hat unter anderem als Alibi für Homogenität gedient, und Homogenität heißt immer die Ausweisung oder Unterdrückung von Minderheiten.“

### Rechtsinhaber: Opfer der Unbewohnbarkeit ihres Heimatortes
Art. 11 GG garantiert als Bürgerrecht allen deutschen Staatsbürgern das Recht auf Freizügigkeit innerhalb der Bundesrepublik Deutschland. Dazu gehört das Recht, den Wohnort innerhalb Deutschlands frei zu wählen und dort wohnen zu bleiben. Diese Form der Freizügigkeit nennen einige Juristen Recht auf Heimat. Dieses Recht setzt allerdings voraus, dass Bewohner eines Hauses oder einer Wohnung deren Eigentümer, unkündbare Mieter oder Pächter sind. Wenn etwa eine Betreibergesellschaft das Eigentum an allen Häusern eines Dorfes erworben hat, das einem Braunkohletagebau weichen soll (auch durch rechtmäßige Enteignungen), dann ist das „Recht auf Heimat“ gegenstandslos geworden.
Auf ein „Recht auf Heimat“ berufen sich weltweit Menschen, deren Wohngebiete unbewohnbar geworden sind bzw. zu werden drohen, z. B. Bewohner von Atollstaaten und von niedrig gelegenen Gebieten, die vom Meeresspiegelanstieg bedroht sind.

### Diskriminierung „Heimatfremder“
Art. 3 Abs. 3 des GG lautet:

„Niemand darf wegen seines Geschlechtes, seiner Abstammung, seiner Rasse, seiner Sprache, seiner Heimat und Herkunft, seines Glaubens, seiner religiösen oder politischen Anschauungen benachteiligt oder bevorzugt werden.“

Mit Heimat ist in diesem Fall die ethnische oder räumliche Herkunft, mit Herkunft die soziale Herkunft eines Menschen gemeint. Nicht gemeint ist die Staatsangehörigkeit eines Menschen. Ausländer können sich nur auf Menschenrechte, nicht aber auf Bürgerrechte berufen, da diese nur Inländern (in Deutschland: deutschen Staatsangehörigen) zustehen. Da das Grundrecht auf Freizügigkeit nach Art. 11 GG ein Bürgerrecht ist, können Ausländer hieraus kein Bleiberecht in Deutschland bzw. an einem bestimmten Ort in Deutschland ableiten. Freizügigkeit genießen in Deutschland neben deutschen Staatsangehörigen auch Bürger aus einem Mitgliedsstaat der Europäischen Union.
Art. 3 Abs. 3 GG wendet sich gegen die negative Seite des Denkens in Kategorien der „Heimat“, die in dem Wunsch nach Abgrenzung, d. h. der Versuchung besteht, Zugezogene aller Art als „Heimatfremde“ zu diskriminieren. Eine rechtlich einwandfrei vollzogene Abschiebung von nicht-privilegierten Ausländern gilt juristisch nicht als Diskriminierung.
Das Bundesamt für Migration und Flüchtlinge (BAMF) erklärte 2013 alle Menschen in Deutschland als „willkommen“, die sich hier legal aufhalten.

### Der Begriff „Heimatstaat“
Als „Heimatstaat“ gilt im deutschen Recht derjenige Staat, dessen Angehöriger ein Mensch ist, und zwar unabhängig davon, ob der Betreffende diesen Staat als seine Heimat empfindet oder nicht. Nur in diesen Staat kann er ausgewiesen oder abgeschoben werden, wenn dies rechtlich zulässig ist.
Im Völkerrecht gilt der Grundsatz: „Der Ausländer steht auch im Ausland unter dem Recht und der Hoheitsgewalt seines eigenen Staates.“ So kann sich beispielsweise ein nach dem Recht seines Heimatstaates Wehrpflichtiger seiner Wehrpflicht rechtlich nicht dadurch entziehen, dass er diesen verlässt.

## Rezeption

### Vereinnahmung des Heimatbegriffs durch die politische Rechte
Auf die Begriffe Heimat und Heimatbewegung nahm früh die völkische Bewegung Bezug. Sie forderte unter anderem eine Germanisierung des Christentums und einen Rückgriff auf einen vermeintlichen vorchristlichen Volksglauben (Neopaganismus). Heimat wurde als Grundlage einer „unverwechselbare[n] völkische[n] Eigenart und Überlebensfähigkeit“ interpretiert, womit oft die Betonung völkischer Überlegenheit verbunden war. Der Heimatbegriff wurde von der NSDAP aufgegriffen und in ihren Dienst gestellt.
Heutige rechtsextreme Gruppierungen wie die freien Kameradschaften sowie Angehörige der Neuen Rechten verbinden Themen wie Umweltschutz, Natur- und Heimatverbundenheit mit einer völkischen Blut-und-Boden-Ideologie.
Als Problemgruppe werden von der „Fachinformationsstelle Rechtsextremismus“ in München junge Menschen mit Migrationshintergrund bewertet, die durch „Heimatliebe, Nationalstolz und Rassismus“ gekennzeichnet seien. Problematisch seien die Idealisierung und Verherrlichung des Herkunftslandes der Vorfahren der jungen Menschen in Verbindung mit Überheblichkeit und Intoleranz.

### Ablehnung des Heimatbegriffs
Martin Walser hat 1967 das Bonmot geprägt: „Heimat, das ist sicher der schönste Name für Zurückgebliebenheit.“ Mit dem Wort „Zurückgebliebenheit“ spielt Walser sowohl auf den angeblichen Mangel an räumlicher Mobilität als auch auf die angebliche geistige Beschränktheit der ihre Heimat Liebenden an. Laut Jakob Augstein sei das „H-Wort“ aus der Sicht der Linken „kontaminiert“, quasi ein „verbranntes“, nicht mehr benutzbares Wort.
Auf der Tagung „Der Heimatbegriff in der Nachhaltigen Entwicklung – Inhalte, Chancen und Risiken“, die im November 2004 an der Universität Hannover stattfand, wurde der Heimatbegriff kritisiert. Gegen die Verwendung des Heimatbegriffes wurde ins Feld geführt, dass das Naturschutzgesetz mit seiner Forderung nach „Erhaltung der Vielfalt, Eigenart und Schönheit von Landschaft und ihres Erholungswertes für die Menschen“ bereits ausreichend Möglichkeiten biete, die sinnlich-emotionalen und kulturellen Inhalte im Naturschutz zu vertreten. So sei der Heimatbegriff aufgrund seiner kaum fassbaren Vieldeutigkeit nicht operationalisierbar, zumal er in Zeiten der Globalisierung von vielen Menschen gar nicht mehr räumlich definiert werde. Weiterhin sei für viele Menschen „Heimat“ nicht grundsätzlich positiv besetzt, sondern ebenso mit negativen Empfindungen wie Enge und mangelnden Entfaltungsmöglichkeiten verbunden. Insbesondere aber lasse sich der Heimatbegriff nicht losgelöst von seiner Geschichte verwenden und bleibe stets mit den antidemokratischen und völkischen Tendenzen in der Gründungszeit des Natur- und Heimatschutzes sowie der rassistischen Interpretation im Nationalsozialismus verbunden. Die Mehrheit der Teilnehmenden sprach sich daher gegen die Verwendung des Heimatbegriffs im Planungsrecht und in der offiziellen Verwaltungssprache aus.
Kritisiert wird auch die Vorstellung, Menschen seien „in ihrer Heimat verwurzelt“: Bäume und andere Pflanzen seien wirklich durch Wurzeln daran gehindert, von sich aus ihren Standort bzw. ihren lokalen Bezug zu wechseln; das treffe aber auf Menschen, Tiere und Abstrakta nicht zu. Bei Nomadenvölkern gebe es beispielsweise eine lange Tradition ständiger Ortswechsel. Der Bundeszentrale für politische Bildung zufolge entspreche nicht der „Nesthocker“ dem Idealbild der globalisierten Wirtschaft, sondern der mobile Jobnomade, der uneingeschränkt für ökonomische Zwecke verfügbar und einsetzbar sei. Charakteristisch für Jobnomaden sei es, dass sie von ihren Auftraggebern gerade dann „abgestoßen“ werden müssten, wenn es „am schönsten“ sei, wenn sich also Vertrautheit mit dem Umfeld einstelle. Ideal wäre es dieser Sichtweise zufolge, wenn Menschen sich zu „Global Souls“ entwickeln würden, denen „Heimatverbundenheit“ und „Sesshaftigkeit“ nichts bedeuten. Ob es diesen Menschentypus wirklich gibt, ist jedoch umstritten.
Zur Skepsis gegenüber dem Begriff Heimat und seinem inflatorischen Gebrauch mahnt eine Aussage, die Hartmut Mitzlaff 1985 in seiner umfangreichen wissenschaftlichen Studie zur Geschichte der Heimatkunde und des Heimatbegriffs im deutschen Sprachraum getroffen hat:
„Das Bewusstwerden des Heimatgedankens an der Wende zum neunzehnten Jahrhundert ist Ausdruck einer gebrochenen Mensch-und-Umwelt-Beziehung und deutet auf ein entsprechendes Verlust- und Deprivationserlebnis hin. […] Mit geradezu gesetzmäßiger Regelmäßigkeit, die die Aufstellung von Prognosen zu erlauben scheint, hat die Heimatidee im deutschen Sprachraum immer dann eine publizistische und massenpsychologische Hochkonjunktur erlebt, wenn das ‚Heimatliche und Vertraute‘ objektiv oder subjektiv in eine Krise geriet, wenn eine zur öffentlichen Artikulation fähige Gruppe eine Identitäts- und Beziehungskrise erlebte, wenn (eigene oder fremde) Heimat zerstört wurde oder verloren ging, wenn es in deutschen Ländern eher unheimlich als an-heimelnd zuging, kurz: wenn anstelle von Geborgenheit Angst, Unsicherheit und ökonomische Depression vorherrschten. Der häufige und nicht selten inflatorische Gebrauch des Begriffes ‚Heimat‘ hat im deutschen Sprachraum weit weniger die Verwirklichung einer humanen Um- und Mitwelt als vielmehr eine spezifische Mangel- und Krisensituation sowie die damit verknüpfte psychische Verfassung der Betroffenen signalisiert. Allein schon diese Tatsache […] mahnt zur Skepsis gegenüber dem Wort und seiner allzu unbefangenen Verwendung.“

### Verteidigung des Heimatbegriffs und des Bedürfnisses nach Nähe und Vertrautheit

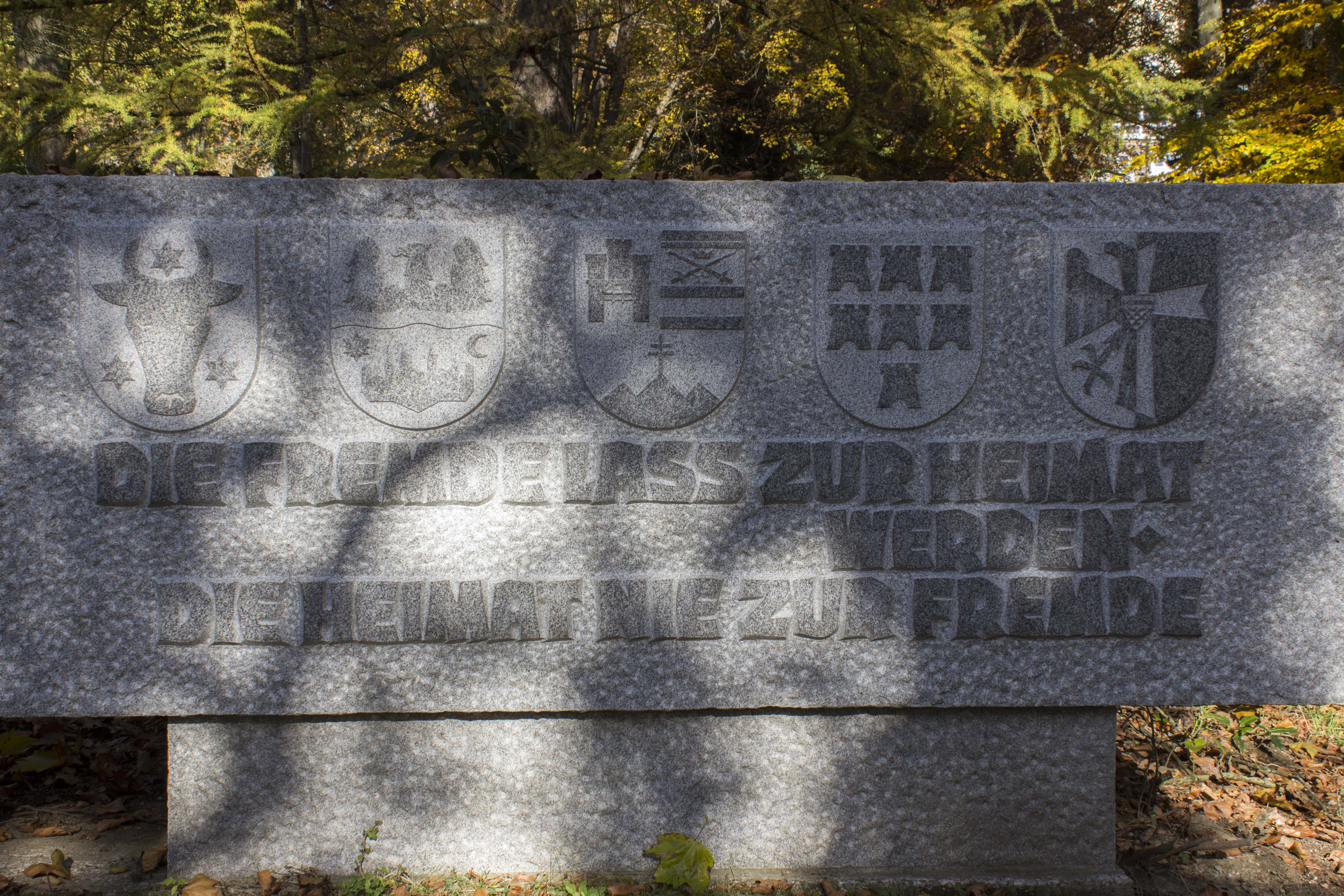
Vertriebenendenkmal auf dem Pöstlingberg in Linz

Der bayerische Grünen-Politiker Sepp Dürr kritisierte in einem in der „Zeit“ abgedruckten Streitgespräch mit dem bayerischen Umweltminister Marcel Huber (CSU) 2012 veraltete Vorstellungen von „Heimat“: „Der alte Heimatbegriff war eine Katastrophe, keine Frage. Zuerst haben ihn die Nazis missbraucht, nach dem Krieg kamen dann die schnulzigen Heimatfilme und Heimatromane. Diese Art von Heimatpflege war unerträglich.“ Anschließend stellte er allerdings fest: „Aber das sagt nichts aus über das Bedürfnis vieler Menschen, sich regional identifizieren zu wollen. Dem muss man politisch nachkommen, ohne Scheuklappen.“ Weiter führte er aus: „Der alte Heimatbegriff hat nur funktioniert, indem man in der eigenen Bevölkerung Minderheiten definierte und ausgrenzte: Ausländer, Homosexuelle, Unverheiratete, lange auch Frauen. Doch heute sind diese Minderheiten oft die Mehrheit, auch in Bayern. Bestes Beispiel ist die Wahl eines jungen, offen schwulen, evangelischen SPD-Landrates im Bayerischen Wald. Deswegen braucht es einen neuen, offenen Heimatbegriff.“ Allerdings ist innerhalb der Partei Bündnis 90/Die Grünen die These umstritten, Grüne dürften unbefangen (etwa im Sinne Dürrs) den Begriff Heimat benutzen.
Es gibt auch in der Popkultur Bestrebungen, den Heimatbegriff modern und liberal zu interpretieren. Die Aktivistin und Schwarzwald-Dragqueen Betty BBQ aus Freiburg im Breisgau will mit ihrem Leitspruch „Heimat ist nicht nur schwarz-weiß“ den oft national-konservativ und rechtspolitisch besetzten Begriff der „Heimat“ aufbrechen und die Vereinbarkeit zwischen Heimatbegriff und einer vielfältigen und modernen Gesellschaftskultur aufzeigen und etablieren: So verbindet sie ihre Tätigkeit als Dragqueen mit dem Bollenhut – Teil einer Schwarzwälder Tracht –, dem Engagement für die alemannische Fasnet sowie ihren Stadtführungen und ihrem genannten Leitspruch.
Die Bereitschaft, sich aus beruflichen Gründen weit vom Ort des Aufwachsens zu entfernen, hält sich europaweit in Grenzen: 86 Prozent aller deutschen Arbeitnehmer wollten nach einer 2004 durchgeführten Umfrage nicht im Ausland arbeiten. Der Anteil derer, die hierzu bereit sind, betrug dieser Umfrage zufolge unter den Bewohnern von Staaten der Europäischen Union 17 Prozent. Viele Deutsche fühlen sich sogar dann unwohl, wenn sie für längere Zeit den Raum verlassen sollen, in dem „ihr“ Dialekt gesprochen wird, wenn sie berufsbedingt Hochdeutsch sprechen oder wenn sie nach einem Umzug in einen anderen Teil Deutschlands dort übliche Formulierungen (z. B. „Grüß Gott!“) benutzen sollen. Das Forschungszentrum Deutscher Sprachatlas resümiert: „Selbst innerhalb eines geografischen Nahbereichs scheinen Menschen im Durchschnitt nicht Willens[sic!] zu sein, in eine kulturell unvertraute Umgebung umzuziehen.“ Bestätigt wird diese These durch eine 2013 durchgeführte Umfrage, der zufolge 77 Prozent aller Befragten in Deutschland angaben, sie hätten noch nie für eine neue Arbeitsstelle ihren Wohnort gewechselt.

## „Heimat“ in anderen Sprachen
Wenn man versucht, das deutsche Wort Heimat in andere Sprachen zu übersetzen, gehen leicht von der sehr umfassenden Bedeutung wichtige Teile verloren. Allerdings ist das Phänomen der „Heimattümelei“ auch außerhalb des deutschen Sprachraums bekannt. So wird beispielsweise der Song Sweet Home Alabama von vielen als Verklärung des Lebens in den Südstaaten der USA verstanden.
Ins Englische lässt sich das Wort am ehesten mit homeland oder native land übersetzen.
Auf Französisch kann man lieu d’origine sagen oder pays natal. Wenn die eigene Heimat angesprochen werden soll, überzeugt am besten die einfache Wendung mon pays.
Ähnlich intim wie das deutsche Wort Heimat mutet die tschechische Vokabel domov an, sie enthält denselben Wortstamm wie dům „Haus“ und domek „Häuschen“. Auf Ungarisch heißt „Heimat“ szülőföld („Elternerde“).